# Sud-Comoé
Sud-Comoé é uma das 19 regiões da Costa do Marfim.

## Dados
Capital: Aboisso
Área: 6 250 km²
População: 536 500 hab. (2002)

## Departamentos
A região de Sud-Comoé está dividida em três departamentos:
- Aboisso
- Adiaké
- Grand-Bassam